# Gullhögen

Lage

Der Gullhögen (mit der RAÄ-Nr. Valla 98:1) ist ein Ganggrab (schwedisch Gånggrift) in Berga, im Osten der Insel Tjörn in Bohuslän in Schweden.
Er stammt aus der Jungsteinzeit etwa 3500–2800 v. Chr. und ist eine Megalithanlagen der Trichterbecherkultur (TBK). Er wurde im Jahre 1915 teilweise von William Ekman untersucht, der bei der Ausgrabung starb. Der Gullhögen ist ein für Bohuslän und Dänemark typischer Vertreter der kleinen Ganggräber mit runder Kammer, die auch unter der Bezeichnung Großdolmen (dänisch stordysse – schwedisch stordös) geführt werden. Nach deutscher Terminologie handelt es sich um einen Polygonaldolmen.

## Beschreibung
In der Mitte eines Rundhügels von 10 bis 11 m Durchmesser und 1,0 bis 1,5 m Höhe mit überwiegend relativ gut erhaltener Randsteineinfassung, liegt die polygonale Kammer von etwa 2,0 m Durchmesser, bestehend aus sieben Tragsteinen. In der südöstlichen Ecke der Kammer bilden die Blöcke einen dreieckigen Zugang zum etwa 3,0 m langen, etwa 0,5 m breiten Gang, der aus zwei Tragsteinen besteht. Die Decksteine von Kammer und Gang fehlen. In den Lücken ist etwas sorgfältig verlegtes Trockenmauerwerk erhalten.

## Funde
In der Kammer befand sich zuoberst ein Stein-Sandgemisch mit einzelnen unverbrannten menschlichen Knochen und der Spitze eines Feuersteindolches. In 0,6 m Tiefe bestand die Füllung aus sauberem gelben Sand. In 0,8 m Tiefe lag eine sorgfältig verlegte Schicht dünner Steinplatten, die sich auf dem gleichen Niveau im Gang fortsetzte. In 1,15 m Tiefe erschien Kies. Gang und Kammer waren durch einen niedrigen Schwellenstein getrennt, der sich auch in der Mitte des Ganges fand. Die Gangmündung bildet, wie bei anderen Ganggräber in Bohuslän, eine kleine Delle im Randsteinkreis. Direkt vor dem Gang fand sich eine größere Steinplatte, unterhalb und neben der eine Anzahl von zerscherbter dekorierter Keramik gefunden wurde. Diese konnte typologisch auf etwa 3300 v. Chr. datiert werden. Westlich der Keramik fand sich ein flaches, blatt- oder lanzettförmiges Objekte, dessen spätneolithische Datierung deutlich jünger ist als das Ganggrab, aber zeitgenössisch mit der Dolchspitze in der Kammer. In oberster Lage im Südwesten lagen eine Keule aus Porphyr (vom jütländischen Typ), eine fragmentarische große rechteckige Bernsteinscheibe mit Öse, eine X-förmige Bernsteinperle, zwei ringförmige Bernsteinperlen, einige Kieseln und ein Messer.
Nach der Ausgrabung wurde die Megalithanlage restauriert.